# Stylopauropus atomus
Stylopauropus atomus är en mångfotingart som beskrevs av Cook 1894. Stylopauropus atomus ingår i släktet skaftfåfotingar, och familjen fåfotingar. Inga underarter finns listade i Catalogue of Life.